# Michaela Pavlíčková
Michaela Pavlíčková, coniugata Ferančíková (Praga, 27 novembre 1977), è un'ex cestista ceca, professionista nella WNBA.

## Carriera
È stata selezionata dalle Utah Starzz al secondo giro del Draft WNBA 2001 (24ª scelta assoluta).
Con la Rep. Ceca ha disputato i Giochi olimpici di Atene 2004, due edizioni dei Campionati mondiali (2006, 2010) e tre dei Campionati europei (2001, 2003, 2005).